# ゴスフォード・パーク
『ゴスフォード・パーク』（Gosford Park）は、2001年製作のイギリス映画。ロバート・アルトマン監督のミステリー。アルトマンらしい群像劇で、イギリス郊外のカントリーハウス「ゴスフォード・パーク」を舞台に、貴族たちとその従者たちの複雑な人間関係を描いている。イギリスの名優が多く出演し、アカデミー脚本賞を受賞した。

## あらすじ

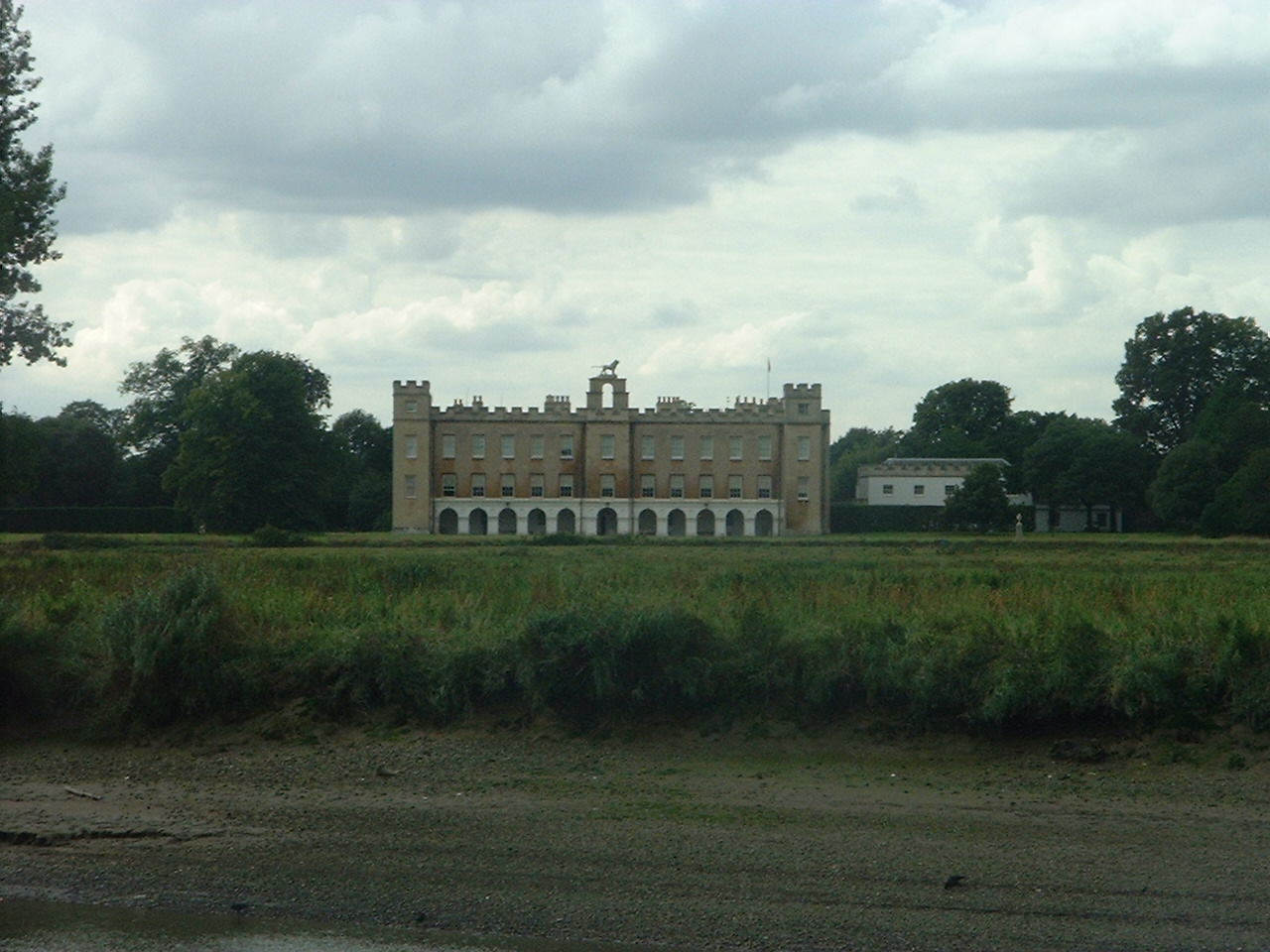
室内撮影に使用された旧ノーサンバーランド公爵邸サイオン・ハウス

1932年の秋、イギリス郊外のマナー・ハウス「ゴスフォード・パーク」では週末のハンティング・パーティが開かれようとしている。ホスト役をつとめるのはゴスフォード・パークの持ち主であるウィリアム・マッコードルとその夫人シルヴィア。そこへゲストとして、シルヴィアの叔母トレンサム伯爵夫人、シルヴィアの二人の妹ルイーザとラヴィニアおよびその夫たち、ウィリアムの又従弟にあたる俳優ノヴェロやその友人ワイズマンなどが次々に迎えられる。使用人たちは階下でホスト側もゲスト側も入り乱れ、晩餐の準備など忙しく働いている。上階の賓客と主人たちの間には対立があり、階下の使用人たちは主人たちのゴシップに花を咲かせる。
ラヴィニアの夫アンソニーは経済的な問題を抱えており、ウィリアムに投資の継続を求める。ウィリアムはトレンサム伯爵夫人への手当を停止するかもしれないとシルヴィアに話す。メアリーと、ルイーザの夫レイモンドの従者であるパークスはたがいに魅かれあう。ワイズマンの従者デントンは使用人の生活について聞き回り、パークスは孤児院育ちだと告白する。デントンは夜、シルヴィアの部屋に招きいれられる。
翌朝、男たちは狩りに出かける。アンソニーはウィリアムに投資をやめないよう請い、言い争う。メアリーがディナーの着替えを助けている時、シルヴィアがトレンサム伯爵夫人を訪れ、夫が手当てを止めようとしていると言う。ディナーでは、破産の迫ったアンソニーは翌朝出てゆくと言い、シルヴィアは夫と争い罵る。メイドのエルシーがウィリアムを弁護し、二人の愛人関係が誰の目にも明らかになる。
ウィリアムはディナーの場を去って書斎に行く。メイド長のミセス・ウィルソンが珈琲を運ぶが、ウィリアムは代わりにウィスキーを欲しがる。シルヴィアはノヴェロに客を楽しませてくれるよう頼む。そのうち第一下僕のジョージ、パークス、そしてパーティー客のアンソニーとフレディは姿を消し、何者かが書斎に行ってウィリアムを刺す。
数分後、ルイーザが書斎に行き悲鳴を上げる。アンソニーとフレディはなぜ姿を消したのか話さず、ジョージは珈琲のミルクを取りに行ったと言い、パークスはお湯を取りに行ったと言う。
トンプソン警部とデクスター巡査が殺人事件の捜査のために訪れる。ウィリアムは刺される前に毒殺されていたことが分かる。デントンは、従者を装うアメリカの俳優であると告白する。
翌朝、シルヴィアは何時ものように乗馬に出かけてトンプソンを驚かせる。アンソニーの従者バーンズは、アンソニーが妻にウィリアムの死で投資が中止されず幸運だったと話しているのを聞く。バーンズは警部に打ち明け、アンソニーは尋問される。
料理長のミセス・クロフトは台所メイドのバーサに、ウィリアムは自分の工場で働く女たちを誘惑することで有名だったと言う。女が妊娠すると、子供を手元に置いて職を失うか、子供を手放して職を守るか迫ったと言う。子供を手放した女たちは、良家の養子になったと聞かされたが、実は孤児院に送られていた。メアリーはパークスの部屋に行って、ウィリアムを殺したことを知っているという。パークスは、ウィリアムが自分の父親だと言い、ウィリアムを毒殺してはいないが死体を刺したと言う。
メアリーは、シルヴィアと伯爵夫人が、なぜミセス・クロフトとミセス・ウィルソンが敵同士なのか話しているのを聞く。伯爵夫人がミセス・ウィルソンは結婚したことがあるのかを聞くと、シルヴィアはかつてパークスあるいはパーカーという名字であったと答える。メアリーはミセス・ウィルソンのもとに行き、パークスがウィリアムを殺そうとしていたので、息子を守るためにウィリアムを毒殺したと聞き出す。さらにミセス・ウィルソンはミセス・クロフトと姉妹であると言う。ミセス・ウィルソンはミセス・クロフトの部屋に行き、慰められる。
賓客たちはゴスフォード・パークを去るが、解雇されたエルシーもまた、ウィリアムのペットの犬と共に一緒に去る。シルヴィアは賓客たちに別れを告げ、ゴスフォード・パークの中に入る。執事のジェニングスが扉を閉める。

## テーマ
本作品は戦間期イギリスの階級社会を丹念に描き出しており、出演者の一人スティーヴン・フライは、「上流階級がいかに召使たちに依存していたかが分かる」と述べている。また、多くの副次的テーマも包含されている。たとえば、ヘンリー・デントンとワイズマンとの関係に示唆されているように、同性愛の顕在化のような当時のセクシュアリティのあり方に関しても、鋭い視点を向けている。第一次大戦後のイギリスにおける貴族社会の衰退が、大英帝国そのものの凋落と重ね合わされている点も言及に値する。また批評家の中にはこの作品を、アガサ・クリスティのミステリー小説が火付け役となって当時人気を博していた「マナーハウスもの」に、19世紀の小説技法を混ぜ込んだリバイバル作品だと指摘する向きもある。製作・出演をこなすボブ・バラバンは、「自分とアルトマンにとって、召使たちがマナーハウスの殺人ミステリーを語るというシチュエーションは、大変魅力的なものだった」と話している。

## キャスト
※括弧内は日本語吹替（VHS版）
「階上」の人々
- コンスタンス・トレンサム伯爵夫人 - マギー・スミス（竹口安芸子）： シルヴィアの叔母。
- ウィリアム・マッコードル - マイケル・ガンボン（稲葉実）： ゴスフォード・パークの主人。
- シルヴィア・マッコードル - クリスティン・スコット・トーマス（唐沢潤）： ウィリアムの妻。
- イゾベル・マッコードル - カミーラ・ラザフォード（幸田夏穂）： マッコードル夫妻の娘。
- ルイーザ・ストックブリッジ - ジェラルディン・ソマーヴィル（佐藤しのぶ）： シルヴィアの姉妹。
- レイモンド・ストックブリッジ - チャールズ・ダンス（水野龍司）： ルイーザの夫。
- ラヴィニア・メレディス - ナターシャ・ワイトマン（水落幸子）： シルヴィアの姉妹。
- アンソニー・メレディス - トム・ホランダー（岩崎ひろし）： 海軍中佐でラヴィニアの夫。
- フレディ・ネスビット - ジェームズ・ウィルビー（古田信幸）： 狩猟パーティーの客。
- メイベル・ネスビット - クローディー・ブレイクリー（戸田亜紀子）： フレディの妻。
- ルパート・スタンディッシュ - ローレンス・フォックス（水島大宙）： イゾベルの求婚者。
- ジェレミー・ブロンド - トレント・フォード（中村俊洋）： ルパートの友人。
- アイヴァー・ノヴェロ - ジェレミー・ノーサム（大滝寛）： ウィリアムの親戚で俳優。
- モリス・ワイズマン - ボブ・バラバン（石井隆夫）： ノヴェロの友人でアメリカの映画製作者。

「階下」の人々 - ゴスフォード・パークの使用人
- ジェニングス - アラン・ベイツ（谷昌樹）： 執事。
- ミセス・ウィルソン - ヘレン・ミレン（寺内よりえ）： 家政婦長。
- プロバート - デレク・ジャコビ（小形満）： ウィリアムの従者。
- ルイス - メグ・ウィン・オーウェン（中澤やよい）： シルヴィアの侍女。
- エルシー - エミリー・ワトソン（宮寺智子）： メイド。
- ジョージ - リチャード・E・グラント（青山穣）： 第一下僕。
- アーサー - ジェレミー・スウィフト（遠藤純一）： 第二下僕。

キッチンの使用人
- ミセス・クロフト - アイリーン・アトキンス（定岡小百合）： 料理長。
- ドロシー - ソフィー･トンプソン（斎藤恵理）： 食料貯蔵室メイド。
- バーサ - テレサ・チャーチャー（片桐真衣）： 台所メイド。

賓客の付き人
- メアリー・マキーシュラン - ケリー・マクドナルド（小林さやか）： コンスタンスの侍女。
- ロバート・パークス - クライヴ・オーウェン（山野井仁）： レイモンドの従者。
- レネー - ジョアンナ・モード（風村綾乃）： ルイーザの侍女。
- バーンズ - エイドリアン・スカーボロ（くわはら利晃）： アンソニーの従者。
- サラ - フランセス・ロー（田村聖子）： ラヴィニアの侍女。
- ヘンリー・デントン - ライアン・フィリップ（小野塚貴志）： モリスの従者。

警察
- トンプソン警部 - スティーヴン・フライ（佐々木梅治）
- デクスター巡査 - ロン・ウェブスター（稲葉実）

## 受賞歴
- アカデミー脚本賞(ジュリアン・フェロウズ)
- ゴールデングローブ賞 監督賞（ロバート・アルトマン）
- フロリダ映画批評家協会賞 最優秀アンサンブル賞
- 英国アカデミー賞 最優秀衣装デザイン賞 / アレキサンダー・コーダ賞
- サテライト賞 最優秀助演女優賞（マギー・スミス） / 特別賞
- カンザス・シティ映画批評家協会賞 最優秀助演女優賞（マギー・スミス）
- ロンドン映画批評家協会賞 助演女優賞（ヘレン・ミレン） / 映画作品賞
- イブニング・スタンダード賞 最優秀作品賞
- 全米映画批評家協会賞 最優秀監督賞（ロバート・アルトマン） / 最優秀助演女優賞（ヘレン・ミレン）
- オンライン映画批評家協会賞 最優秀アンサンブル賞
- ニューヨーク映画批評家協会賞 最優秀監督賞（ロバート・アルトマン） / 最優秀助演女優賞（ヘレン・ミレン） / 最優秀脚本賞 (ジュリアン・フェロウズ)
- 全米映画俳優組合賞 最優秀助演女優賞（ヘレン・ミレン） / 最優秀アンサンブル賞
- サウスイースタン映画批評家協会賞 最優秀助演女優賞（マギー・スミス）
- 全米脚本家組合賞 オリジナル脚本賞 (ジュリアン・フェロウズ)
- AFI映画祭 監督賞
- 放送映画批評家協会賞 アンサンブル演技賞